# Chcę żyć!
Chcę żyć! (ang. I Want to Live!, 1958) – amerykański film noir w reżyserii Roberta Wise’a, opowiada historię kobiety, Barbary Graham, skazanej na śmierć za morderstwo.
Film jest adaptacją listów napisanych przez Graham jak i artykułów prasowych, napisanych przez laureata Pulitzera, dziennikarza Eda Montgomery'ego.

## Obsada
- Susan Hayward jako Barbara Graham(inne języki)
- Simon Oakland jako Edward Samuel Montgomery „Ed”(inne języki)
- Virginia Vincent jako Peg
- Theodore Bikel jako Carl G.G. Palmberg
- Wesley Lau jako Henry L. Graham
- Philip Coolidge jako Emmett Perkins
- Lou Krugman jako John R. „Jack” Santo
- James Philbrook jako Bruce King

i inni

## Nagrody i nominacje
31. ceremonia wręczenia Oscarów
- najlepsza aktorka pierwszoplanowa − Susan Hayward
- nominacja: najlepszy reżyser − Robert Wise
- nominacja: najlepszy scenariusz adaptowany − Nelson Gidding i Don Mankiewicz
- nominacja: najlepsze zdjęcia czarno-białe − Lionel Lindon
- nominacja: najlepszy montaż − William Hornbeck
- nominacja: najlepszy dźwięk − Gordon Sawyer

13 ceremonia wręczenia nagród BAFTA
- nominacja: najlepsza aktorka zagraniczna − Susan Hayward

16. ceremonia wręczenia Złotych Globów
- najlepsza aktorka w filmie dramatycznym − Susan Hayward
- nominacja: najlepszy film dramatyczny
- nominacja: najlepszy reżyser − Robert Wise